# عبدالله بن محمد بن ابراهیم الزینبی
عبدالله بن محمد بن ابراهیم الزینبی (عربی: عبدالله بن محمد بن إبراهیم الزینبی) فرمانروای مصر، حاکم یمن و حاکم مکه در دوران خلافت عباسی بود.